# Sawpit
Sawpit es un pueblo ubicado en el condado de San Miguel en el estado estadounidense de Colorado. En el año 2000 tenía una población de 25 habitantes y una densidad poblacional de 250 personas por km².

## Geografía
Sawpit se encuentra ubicada en las coordenadas 37°51′22″N 107°49′52″O / 37.85611, -107.83111.

## Demografía
Según la Oficina del Censo en 2000 los ingresos medios por hogar en la localidad eran de $26,250, y los ingresos medios por familia eran $83,119. Los hombres tenían unos ingresos medios de $27,083 frente a los $0 para las mujeres. La renta per cápita para la localidad era de $24,488. Nadie de la población estaba por debajo del umbral de pobreza.